# 5号州际公路加利福尼亚州段
5号州际公路（英語：Interstate 5, I-5）加利福尼亚州段是该州南北方向州际公路最主要的干线。它始于美墨边境，向北延伸，连接俄勒冈州的梅德福-阿什兰都会区。该公路与另一条太平洋沿岸的101号美国国道大致平行（二者在洛杉矶市内的东洛杉矶交流道交汇）。